# Publi Veturi Gemin Cicurí
Publi Veturi Gemin Cicurí (llatí: Publius Veturius Geminus Cicurinus) va ser un magistrat romà. Pertanyia a la família patrícia dels Cicurí, una branca de la gens Vetúria. Va ser elegit cònsol l'any 499 aC amb Tit Ebuci Helva. En aquest any es va produir el setge de Fidenes, es va conquerir Crostumèria i Praeneste es va revoltar contra els llatins i es va aliar als romans. Titus Livi diu que es deia Gai, però Dionís d'Halicarnàs l'anomena Publi, i segurament era així, car es coneix el nom d'un qüestor, P. Veturius, que probablement va ser ell mateix.